# Nicolò Barbaro
Pour les articles homonymes, voir Barbaro.
 (juillet 2024).
Si vous disposez d'ouvrages ou d'articles de référence ou si vous connaissez des sites web de qualité traitant du thème abordé ici, merci de compléter l'article en donnant les références utiles à sa vérifiabilité et en les liant à la section « Notes et références ».
Nicolò Barbaro (1420-1494) est un chroniqueur vénitien du XVe siècle, membre de l'importante famille patricienne des Barbaro.

## Biographie
Nicolò Barbaro est un chirurgien connu pour avoir été l'un des témoins oculaires de la prise de Constantinople en 1453 dont il a fait la chronique (publiée par Ellissen dans ses Analecten, Leipzig, 1857). Ce texte est souvent le plus utilisé par les historiens contemporains du siège car il retrace avec précision la chronologie des évènements. Toutefois, son texte reste empreint d'un fort mépris envers les Génois mais aussi d'un certain dédain envers les Byzantins. Il réussit à s'enfuir de la ville le jour de sa chute le 29 mai avec Alviso Diedo, l'un des capitaines vénitiens resté combattre à Constantinople.

## Œuvres
- Diary of the Siege of Constantinople, 1453, traduit de l'italien en anglais par J.R. Jones, Exposition-University Book, Exposition Press, New York, 1969